# 米田佐代子
米田 佐代子（よねだ さよこ、1934年9月3日 - ）は、日本の、女性史研究者、ノンフィクション作家。NPO平塚らいてうの会会長。らいてうの家館長。

## 略歴
1934年9月3日、6人兄弟姉妹の4番目、次女として東京で生まれる。父親は旧逓信省に勤めていた。1950年、それまで男子校だった長野北高校に入学。クラスでただ1人の女子だったという。高校2年で父の転勤で都立戸山高校に転入。しかし、1952年に父が亡くなる。1958年東京都立大学人文学部（史学専攻）卒業後、同大学助手を経て1990年より山梨県立女子短期大学教授、2000年3月定年退職。専攻は日本近現代女性史。平塚らいてうを中心に近代日本の女性運動と女性思想を研究した他、女性史を中心にノンフィクション著書多数。

## 発言・主張
- 婚外子差別の解消や選択的夫婦別姓制度導入を主張。「今、結婚に際して「夫婦同氏」を強制する国はほとんどなくなりました。別姓も連結姓も自由というところも多い。」と述べる[2]。

## 著書
- 『近代日本女性史』（上下）新日本出版社 1972年　（後に新書）
- 『婦人論ノート』新日本出版社 1986年
- 『おかあさん、わたし、そして―これからの女性の生きかた』岩崎書店　1986年
- 『働くことと子育てと』草土文化 1987年
- 『ある予科練の青春と死―兄をさがす旅』花伝社　1995年
- 『おんなの昭和史―平和な明日を求めて』有斐閣　1996年
- 『子どものとき憲法に出会った―新制中学一期生の戦後体験』かもがわブックレット 1997年
- 『平塚らいてう―近代日本のデモクラシーとジェンダー』吉川弘文館 2002年
- 『女たちが戦争に向き合うとき―わたし・記憶・平和の選択』ケイ・アイ・メディア　2006年
- 『らいてうの家 四季ものがたり』平塚らいてうの会 2009
- 『満月の夜の森で―まだ知らないらいてうに出会う旅』戸倉書院　2012年
- 『平塚らいてうと現代-女性・戦争・平和を考える』吉川弘文館、2025年　ISBN　9784642084727

### 共編著
- 山家和子『母さんに花を―山家和子と母親運動』編集・解説 ドメス出版　1981年
- 『おんなの昭和史―平和な明日を求めて』永原和子共著 有斐閣選書 1986年
- 『平塚らいてう評論集』小林登美枝共編 岩波文庫 1987
- 『巨大都市東京と家族』（編）有信堂高文社 1988年
- 『歴史に人権を刻んだ女たち』『福祉のひろば』編集部共編 かもがわ出版 1996年
- 『『青鞜』を学ぶ人のために』池田恵美子共編 世界思想社 1999
- 『20世紀のすてきな女性たち 写真で見る少女たちの20世紀』編著 岩崎書店 2000年
- 『わたしたちのアジア・太平洋戦争』全3巻 古田足日,西山利佳共編 童心社 2004
- 『金いろの自画像―平塚らいてう ことばの花束』編 大月書店 2005年
- 『ジェンダー視点から戦後史を読む』大日方純夫,山科三郎共編著、大月書店、2009年